# Sông Sylva
Sông Sylva (tiếng Nga: Сылва река, từ tiếng Komi-Permi сыл: tuyết tan và ва: nước, có nghĩa là nước tuyết tan) — một con sông nhỏ chảy trong địa phận tỉnh Sverdlovsk và Permi krai của Liên bang Nga, chi lưu lớn nhất phía tả ngạn của sông Chusovaya. Con sông này bắt nguồn từ sườn dốc phía tây của dãy Trung Ural, chảy cơ bản theo hướng tây để đổ vào vũng Chusovskoy của hồ chứa nước Kama.
Con sông này chứa nhiều nước, nước sạch với dòng chảy trung bình, tại hạ lưu chảy chậm. Lòng sông uốn khúc rất ngoằn ngoèo, với nhiều khúc nông và các bãi cát bồi trên một cao nguyên bằng phẳng, ngang qua Khu bảo tồn tự nhiên Preduraliye. Trong lưu vực phía hạ lưu sông Sylva hiện tượng carxtơ rất phát triển (chẳng hạn động Kungur).
Nguồn cấp nước của nó là hỗn hợp, nhưng phần chính là do tuyết tan. Lưu lượng nước trung bình tại điểm cách cửa sông 45 km là 139 m³/s. Đóng băng vào cuối tháng 10 — đầu tháng 11 năm trước, với đặc trưng là hiện tượng ùn tắc băng, băng tan trong nửa sau của tháng 4 năm sau.
Các sông chi lưu chính phía tả ngạn: Vogulka, Irgina, Iren, Babka, Kishertka; phía hữu ngạn: Barda và Shakva. Sông này có thể phục vụ cho giao thông thủy tren quãng dài 74 km tính từ cửa sông.
Trên bờ sông Sylva là thị trấn Kungur, một địa danh gắn liền với tầng Kungur của kỷ Permi. Đây cũng là nơi có cảng đường sông chính trên sông Sylva.
 Tư liệu liên quan tới Sylva River tại Wikimedia Commons